# Auletobius maderensis
Auletobius maderensis là một loài bọ cánh cứng trong họ Rhynchitidae. Loài này được Wollaston miêu tả khoa học năm 1854.